# Stupid Dream
A Stupid Dream a Porcupine Tree együttes 1999-ben kiadott albuma.

## Dalok
1. Even Less (7:11)
2. Piano Lessons (4:21)
3. Stupid Dream (0:21)
4. Pure Narcotic (5:02)
5. Slave Called Shiver (4:40)
6. Don't Hate Me (8:30)
7. This Is No Rehearsal (3:26)
8. Baby Dream In Cellophane (3:15)
9. Stranger By The Minute (4:30)
10. Smart Kid (5:22)
11. Tinto Brass (6:17)
12. Stop Swimming (6:52)